# Bateria de Nossa Senhora da Boa Viagem
Bateria de Nossa Senhora da Boa Viagem, também conhecida como Forte da Boa Viagem ou Fortim da Boa Viagem, localiza-se na ilha de mesmo nome, no interior da baía da Guanabara, cerca de 1,5 quilômetros ao sul do centro histórico de Niterói, no estado do Rio de Janeiro, no Brasil.
A ilha da Boa Viagem, na ponta da praia do mesmo nome, abriga dois monumentos da época do Brasil Colônia: em posição dominante, a Igreja de Nossa Senhora da Boa Viagem, e, a meia encosta, pelo lado da baía, atualmente ocultas pela vegetação, as ruínas da antiga fortificação.

## História

### O período colonial
Os estudiosos divergem quanto ao seu primitivo estabelecimento:
- Monsenhor Pizarro deixou registrado que a primitiva ermida e o reduto militar são coevos, remontando a 1663.
- Fausto de Sousa informou que a bateria remonta à época da gestão do governador e capitão-general da Capitania do Rio de Janeiro, Sebastião de Castro Caldas (1695-1697) (SOUSA, 1885:108), que reaparelhou as fortificações da Capitania por temer represálias das suas instruções às autoridades da ilha Grande, ilha de São Sebastião e Vila dos Santos, negando acolhida a navios franceses na costa ao Sul da cidade do Rio.
- Carlos Wehrs considera a primitiva ermida como anterior ao reduto, admitindo ter sido a primeira erguida anteriormente a 1663 e o segundo, por volta de 1695, à época do Governador Sebastião de Castro Caldas, com o nome de Bateria da Boa Viagem.
- Aníbal Barreto considera que a construção do forte seria anterior a 1710.

Integrante da defesa interna da baía de Guanabara, esta Bateria cruzava fogos com a antiga Bateria de São Domingos (atual Forte de São Domingos de Gragoatá) com quem cooperava também para defesa da povoação de São Lourenço dos Índios (futura cidade de Niterói).
Em 1710, artilhada com dez peças de ferro e bronze de diferentes calibres, recebeu o seu batismo de fogo na invasão do Rio de Janeiro pelo corsário francês René Duguay-Trouin, em setembro de 1711, a quem capitulou, após esgotada a munição de suas armas.
O "Relatório do Marquês de Lavradio, Vice-Rei do Rio de Janeiro, entregando o Governo a Luís de Vasconcelos e Sousa, que o sucedeu no vice-reinado", datado de 19 de junho de 1779, informa: "Os pequenos redutos do Gravatá e Boa Viagem foram reedificados, que estavam inteiramente fora de serviço." (p. 427) (RIHGB, Tomo IV, 1842. p. 409-486). Encontra-se relacionado no "Mapa das Fortificações da cidade do Rio de Janeiro e suas vizinhanças", que integra as "Memórias Públicas e Econômicas da cidade de São Sebastião do Rio de Janeiro para uso do vice-rei Luís de Vasconcelos, por observações curiosas dos anos de 1779 até o de 1789" (RIHGB, Tomo XLVII, partes I e II, 1884. p. 34). Este segundo documento (mapas e tabelas) originalmente devia se encontrar apenso ao primeiro.
Segundo LAYTANO (1959), foi utilizada como prisão ao tempo do vice-rei D. José Luís de Castro (1790-1801), que por medida de segurança para aí fez transferir, da ilha das Enxadas, oficiais franceses lá detidos (1799-1800).

### Da Independência aos nossos dias
No século XIX, após a vinda da Família Real e da Corte Portuguesa para o Rio de Janeiro (1808), com o aumento do movimento no porto desta cidade, a partir de 1810 as suas instalações serviram como quarentena aos recém-chegados. Durante esse período, e até o ano de 1876, o Forte da Boa Viagem abrigou a Escola de Aprendizes de Marinheiros.
Desarmada à época do Período Regencial pelo Decreto de 24 de dezembro de 1831 (1681 cf. SOUSA, 1885:108; 1861 cf. GARRIDO, 1940:108), conservava dez peças, desmontadas, encontrando-se à época (1885) sob a jurisdição do Ministério da Marinha (SOUSA, 1885:108). Encontra-se relacionada entre as defesas do setor Norte (Litoral de Niterói) no "Mapa das Fortificações e Fortins do Município Neutro e Província do Rio de Janeiro" de 1863, no Arquivo Nacional (CASADEI, 1994/1995:70-71).
Nos primeiros anos da República Velha, durante a Revolta da Armada, em setembro de 1893 foi duramente bombardeada, transformando-se em ruínas. À época da Primeira Guerra Mundial (1914-1918), atuou como posto de observação e como sede do Comando de Defesa do porto do Rio de Janeiro.
O conjunto arquitetônico e paisagístico da ilha encontra-se tombado pelo Instituto do Patrimônio Histórico e Artístico Nacional desde 1938. Na ocasião foi entregue ao Grupamento de Escoteiros do Mar, orientados pelo Almirante Benjamin de Almeida Sodré, considerado, até à sua morte, em 1982, como guardião da ilha e sineiro de sua Igreja.
O acesso à ilha é feito por uma passarela de cimento armado sobre pilares, construída na década de 1970, destacando-se, além do conjunto arquitetônico da Igreja, a vegetação e as ruínas do antigo forte, acessadas por uma escadaria talhada na pedra, datada de 1909. As visitas podem ser efetuadas no quarto Domingo de cada mês, a partir das 8:00h, constando o roteiro de missa, apresentação de música sacra e visita guiada pelo conjunto.